# Les Films du Poisson
Les Films du Poisson è una casa di produzione cinematografica francese  fondata nel 1995 da Yaël Fogiel e Laetitia Gonzalez.

## Filmografia parziale
- L'albero (L'arbre), regia di Julie Bertuccelli, con Charlotte Gainsbourg - Selezione ufficiale Festival di Cannes 2010
- Tournée, regia di Mathieu Amalric - Prix de la mise en scène, Grand Prix FIPRESCI: Festival di Cannes 2010
- “Nulle part terre promise”  regia di Emmanuel Finkiel (2008)
- Meduzot regia di Shira Geffen e Etgar Keret Caméra d'or Festival di Cannes (2007)
- Da quando Otar è partito “Depuis qu'Otar est parti” di Julie Bertuccelli - César : Migliore opera prima (2003)
- The Burglar, regia di Hagar Ben-Asher (2016)
- Donne di mondo (Filles de joie), regia di Frédéric Fonteyne e Anne Paulicevich (2020)